# Ottó Korvin

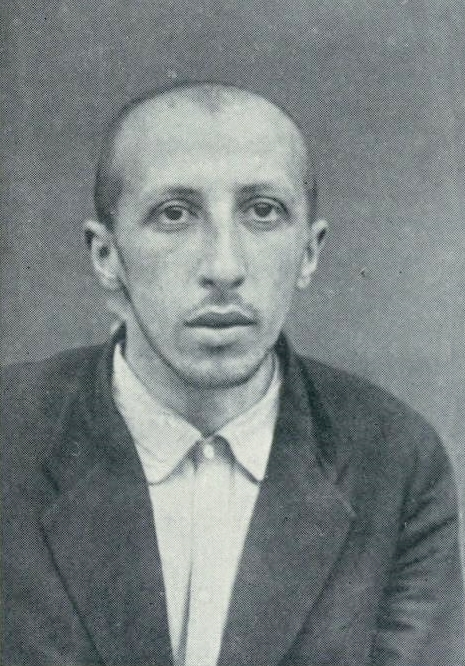
Ottó Korvin (1919)

Ottó Korvin (* 24. März 1894 in Nagybocskó; † 28. Dezember 1919 in Budapest) war ein ungarischer Bankangestellter und Kommunist.

## Biografie
1918 wurde er Führer der Revolutionären Sozialisten Ungarns. Im selben Jahr wurde er außerdem Mitglied des Zentralkomitees der Ungarischen Kommunistische Partei. In der ungarischen Räterepublik war er politischer Leiter des Volkskommissariats für innere Angelegenheiten. Nach deren Zusammenbruch wurde er 1919 in Budapest durch den Strang hingerichtet.